# Dorfkirche Behren-Lübchin

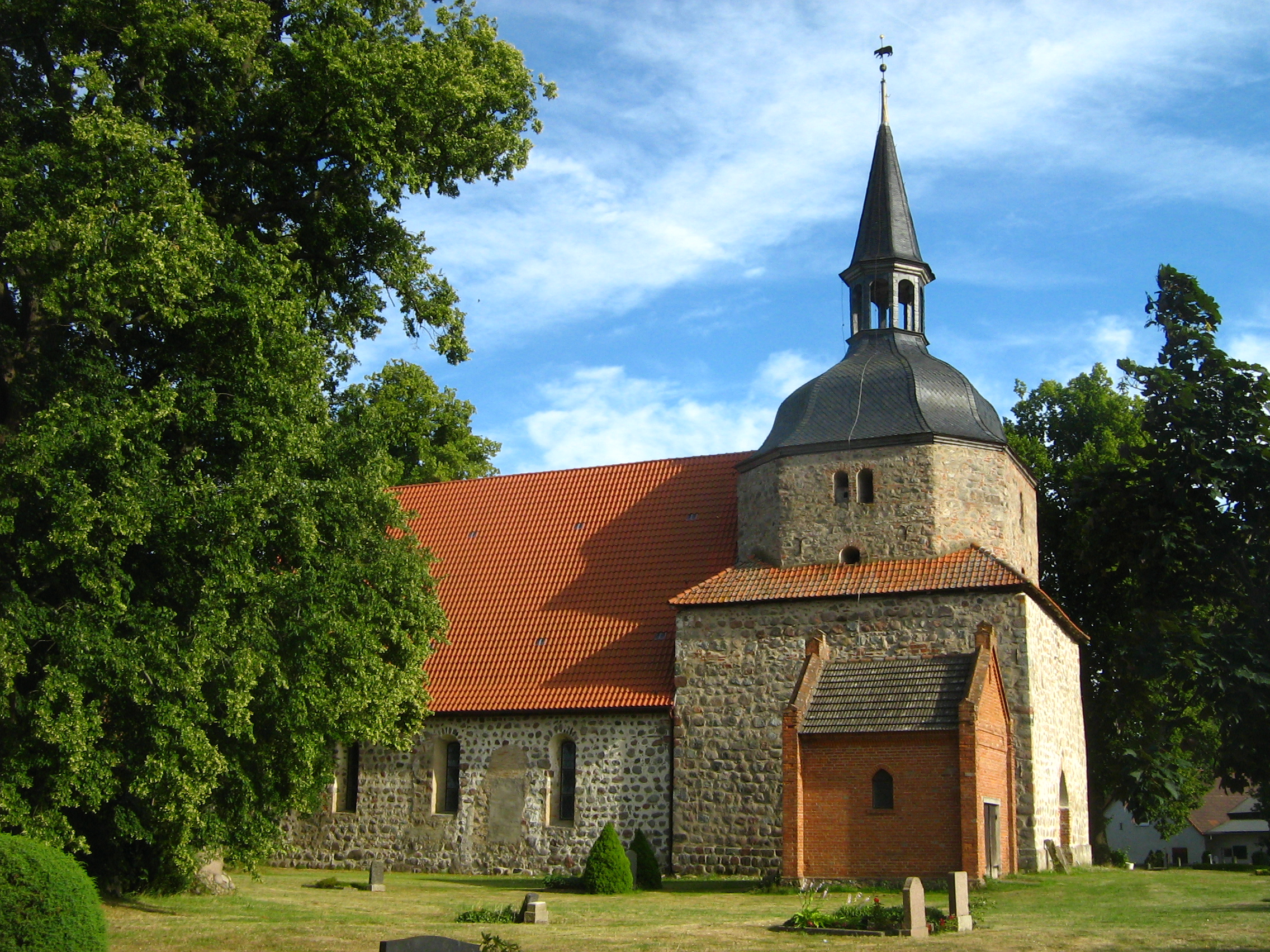
Dorfkirche Behren-Lübchin

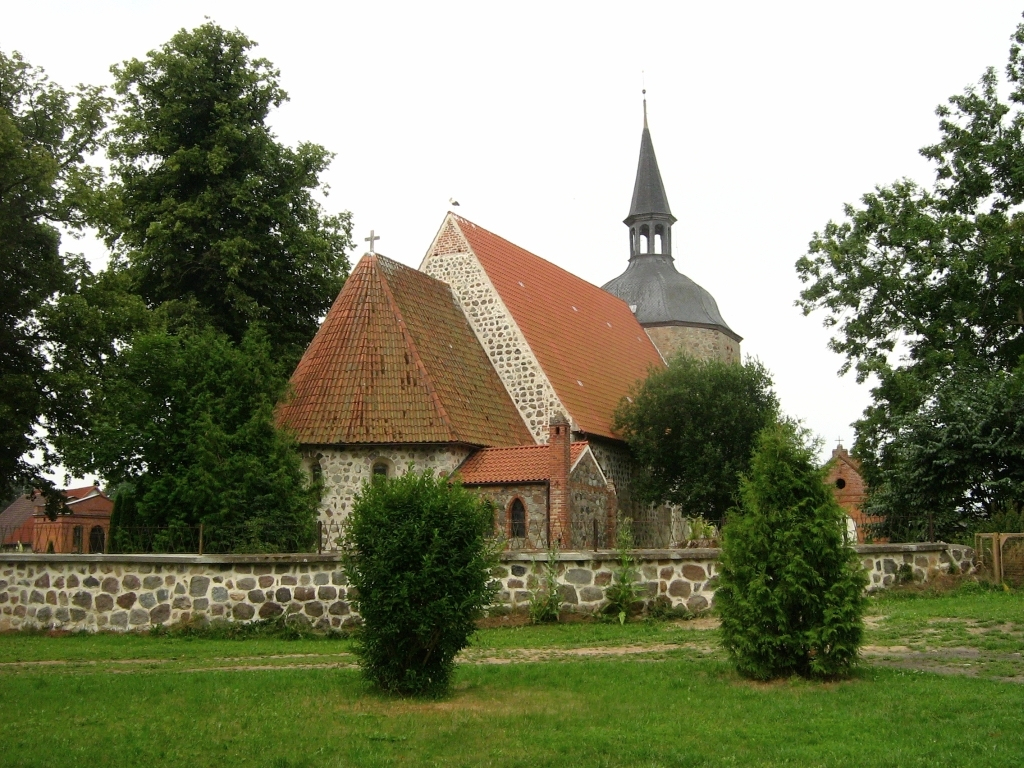
Ansicht von Nordost

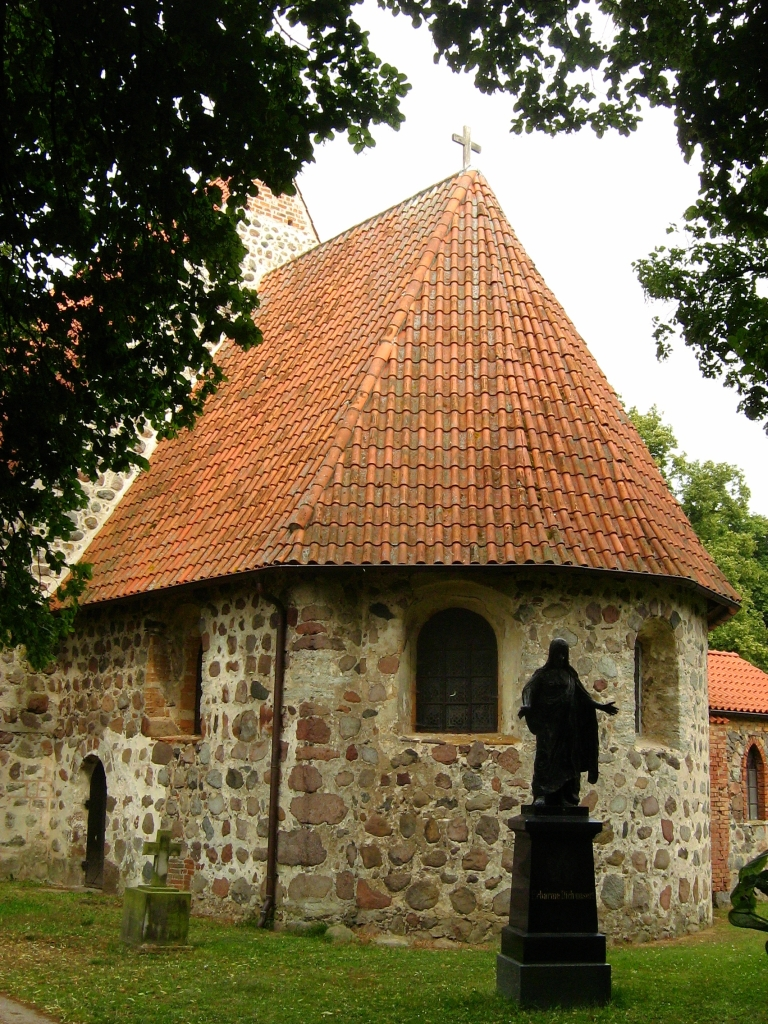
Choransicht von Südost

Die heute evangelische Dorfkirche Behren-Lübchin ist eine spätromanisch-frühgotische Feldsteinkirche in Behren-Lübchin im Landkreis Rostock in Mecklenburg-Vorpommern. Sie gehört zur Kirchengemeinde Basse-Walkendorf in der Propstei Rostock im Kirchenkreis Mecklenburg der Evangelisch-Lutherischen Kirche in Norddeutschland (Nordkirche).

## Geschichte und Architektur
Die Dorfkirche Behren-Lübchin ist eine spätromanische, teils frühgotische Feldsteinkirche aus dem 13. Jahrhundert. Der eingezogene Chor, der im Inneren mit einem Kuppelgewölbe mit Stichkappen aus dem 18. Jahrhundert gedeckt ist, wird mit einer halbrunden Apsis mit dreiseitigem Dach abgeschlossen. Der mächtige, quadratische Westturm mit achteckigem Obergeschoss ist wohl jünger als das Schiff und wurde in der zweiten Hälfte des 18. Jahrhunderts mit einer flachen Haube mit Laterne versehen. Die Wetterfahne ist als Bär gestaltet, dem Wappentier der Patronatsfamilie von Behr.
Die Sakristei an der Nordseite des Chors entstand 1780. Im Westen ist ein schlichtes spitzbogiges Portal in Backstein angeordnet. Die Rundbogenfenster wurden nachträglich verlängert. Im Innern trennt ein spitzbogiger Triumphbogen den Chor vom flachgedeckten Schiff. Am Putz blieben Reste eines aufgemalten Quadernetzes erhalten. Eine Restaurierung erfolgte 1970 bis 1972.

## Ausstattung
Der Altaraufsatz von 1712 zeigt im Hauptfeld eine geschnitzte Kreuzigungsgruppe vor gemaltem Hintergrund, die von Figuren des Mose und Paulus flankiert wird. Im gesprengten Giebel ist der auferstandene Christus mit Engeln dargestellt. Die Predella zeigt das Abendmahl. Seitlich sind reich verzierte Durchgangsöffnungen angeordnet. Die Kanzel stammt aus dem 19. Jahrhundert.
Die Orgel mit einem Prospekt in neugotischen Formen ist ein Werk von Friedrich Hermann Lütkemüller aus dem Jahr 1863 mit sieben Registern auf einem Manual und Pedal. Eine Seitenempore wurde im 18. Jahrhundert eingebaut.
Zahlreiche liturgische Gefäße gehören zur Ausstattung. Zu nennen sind zwei silbervergoldete Kelche aus den Jahren 1746 und 1752; der letztere wurde im Jahr 1924 an Kuppa und Schaft erneuert. Eine silbervergoldete Patene stammt aus dem Jahr 1681, zwei weitere aus dem 18. Jahrhundert. Ein silbervergoldeter Krankenkelch entstand 1764. Zwei ovale Oblatendosen aus Silber wurden ebenfalls im 18. Jahrhundert angefertigt. Eine silberne Taufschale entstand 1681.
Zwei Grabsteine wurden für Heino von Behren († 1695) und für G. Groeben und Frau im 18. Jahrhundert gesetzt.
Eine Glocke von 1435 mit Gießerzeichen ist auf den Ton b1-2 gestimmt.
Östlich vom Chor ist eine Christusfigur nach Thorvaldsen in Zinkguss aufgestellt, die wohl Ende des 19. Jahrhunderts angefertigt wurde. Das Kirchhofsportal wurde 1780 auf kräftigen Backsteinpfeilern in der Achse des Chores erbaut.